# Epropetes serrana
Epropetes serrana är en skalbaggsart som beskrevs av Martins och Dilma Solange Napp 1984. Epropetes serrana ingår i släktet Epropetes och familjen långhorningar. Inga underarter finns listade i Catalogue of Life.